# Trois Jours de Flandre-Occidentale 2015
La 69e édition des Trois Jours de Flandre-Occidentale a eu lieu du 6 au 8 mars 2015. La course fait partie du calendrier UCI Europe Tour 2015 en catégorie 2.1.
Elle a été remportée par le Belge Yves Lampaert (Etixx-Quick Step), vainqueur de la première étape, respectivement huit et douze secondes devant le Russe Anton Vorobyev (Katusha), lauréat du prologue, et le Néo-Zélandais Jesse Sergent (Trek Factory Racing).
Lampaert remporte les classements par points, du meilleur jeune et du meilleur coureur de la Flandre-Occidentale. Le Néerlandais Tim Kerkhof (Roompot) remporte celui des sprints et la formation belge Etixx-Quick Step le classement par équipes.

## Présentation

### Parcours

Parcours des étapes
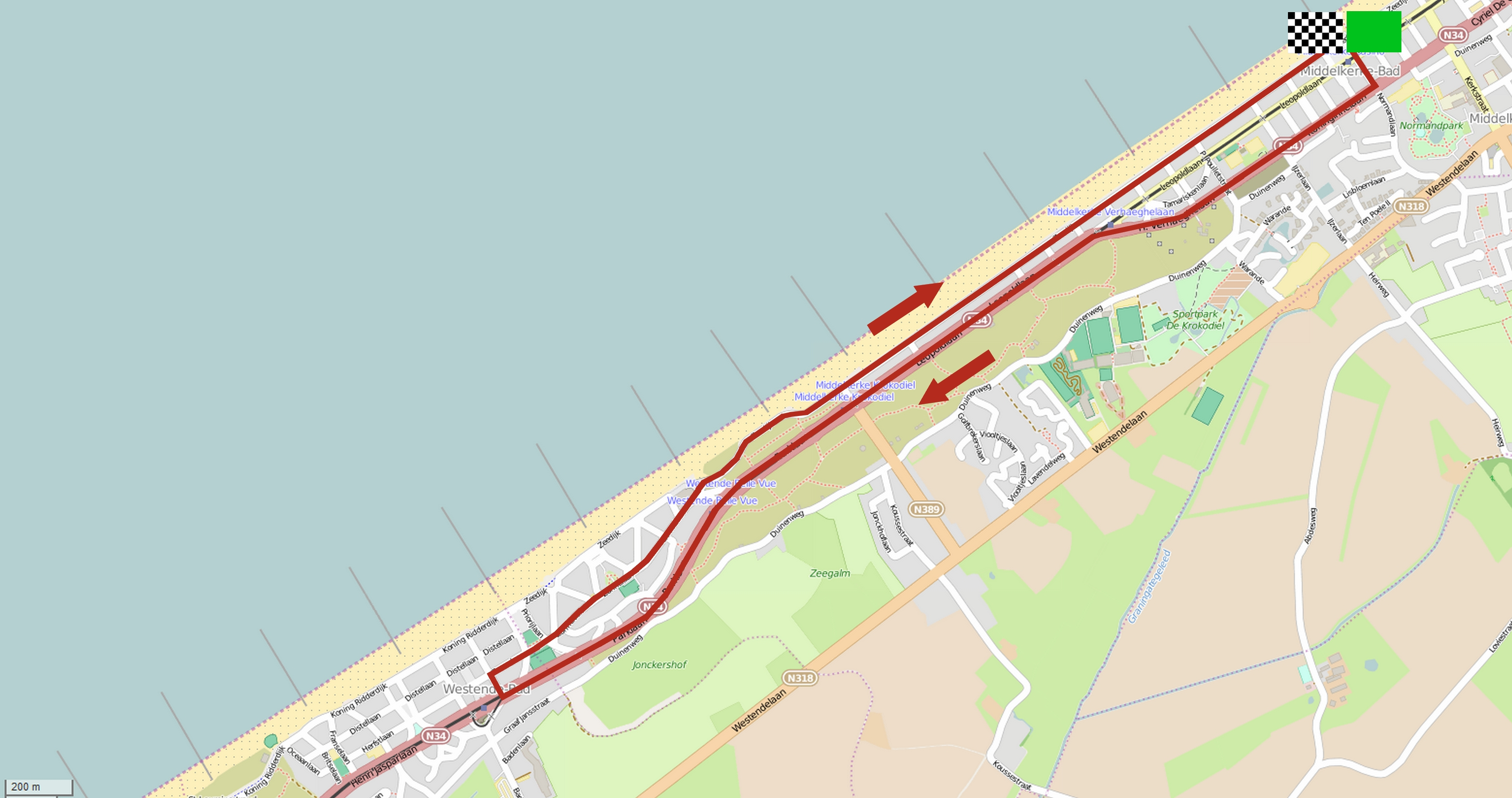
Prologue.

### Équipes
Classés en catégorie 2.1 de l'UCI Europe Tour, les Trois Jours de Flandre-Occidentale sont par conséquent ouverts aux WorldTeams dans la limite de 50 % des équipes participantes, aux équipes continentales professionnelles, aux équipes continentales et aux équipes nationales.
L'organisateur a communiqué la liste des équipes invitées le 11 février 2015. Vingt-quatre équipes participent à ces Trois Jours de Flandre-Occidentale - huit WorldTeams, onze équipes continentales professionnelles et cinq équipes continentales :
| UCI WorldTeams      | UCI WorldTeams | UCI WorldTeams |
| Nom de l'équipe     | Pays           | Code           |
| ------------------- | -------------- | -------------- |
| AG2R La Mondiale    | France         | ALM            |
| BMC Racing          | États-Unis     | BMC            |
| Etixx-Quick Step    | Belgique       | EQS            |
| FDJ                 | France         | FDJ            |
| Katusha             | Russie         | KAT            |
| Lotto NL-Jumbo      | Pays-Bas       | TLJ            |
| Lotto-Soudal        | Belgique       | LTS            |
| Trek Factory Racing | États-Unis     | TFR            |

| Équipes continentales professionnelles | Équipes continentales professionnelles | Équipes continentales professionnelles |
| Nom de l'équipe                        | Pays                                   | Code                                   |
| -------------------------------------- | -------------------------------------- | -------------------------------------- |
| Bora-Argon 18                          | Allemagne                              | BOA                                    |
| Caja Rural-Seguros RGA                 | Espagne                                | CJR                                    |
| Cofidis                                | France                                 | COF                                    |
| Cult Energy                            | Danemark                               | CLT                                    |
| Europcar                               | France                                 | EUC                                    |
| MTN-Qhubeka                            | Afrique du Sud                         | MTN                                    |
| Nippo-Vini Fantini                     | Italie                                 | NIP                                    |
| Roompot                                | Pays-Bas                               | ROO                                    |
| Topsport Vlaanderen-Baloise            | Belgique                               | TSV                                    |
| UnitedHealthcare                       | États-Unis                             | UHC                                    |
| Wanty-Groupe Gobert                    | Belgique                               | WGG                                    |

| Équipes continentales         | Équipes continentales | Équipes continentales |
| Nom de l'équipe               | Pays                  | Code                  |
| ----------------------------- | --------------------- | --------------------- |
| An Post-ChainReaction         | Irlande               | SKT                   |
| Roubaix Lille Métropole       | France                | RLM                   |
| Vastgoedservice-Golden Palace | Belgique              | VGS                   |
| Veranclassic-Ekoï             | Belgique              | VER                   |
| Verandas Willems              | Belgique              | WIL                   |

## Étapes
L'édition 2015 des Trois Jours de Flandre-Occidentale comporte un prologue disputé à Middelkerke sous la forme d'un contre-la-montre individuel de sept kilomètres et deux étapes en ligne longues de respectivement 174,1 et 184,5 kilomètres, pour un total de 365,6 kilomètres à parcourir.
| Étape     | Date   | Villes étapes             |                 | Distance (km) | Vainqueur d’étape | Leader du classement général |
| --------- | ------ | ------------------------- | --------------- | ------------- | ----------------- | ---------------------------- |
| Prologue  | 6 mars | Middelkerke - Middelkerke | Prologue        | 7             | Anton Vorobyev    | Anton Vorobyev               |
| 1re étape | 7 mars | Bruges - Harelbeke        | Étape de plaine | 174,1         | Yves Lampaert     | Yves Lampaert                |
| 2e étape  | 8 mars | Nieuport - Ichtegem       | Étape de plaine | 184,5         | Danny van Poppel  | Yves Lampaert                |

## Déroulement de la course

### Prologue
Le prologue est disputé à Middelkerke sous la forme d'un contre-la-montre individuel de sept kilomètres. Le premier coureur part à 14 h, les autres se succèdent toutes les minutes.
| Classement de l'étape | Classement de l'étape | Classement de l'étape | Classement de l'étape | Classement de l'étape |
|                       | Coureur               | Pays                  | Équipe                | Temps                 |
| --------------------- | --------------------- | --------------------- | --------------------- | --------------------- |
| 1er                   | Anton Vorobyev        | Russie                | Katusha               | en 7 min 57 s         |
| 2e                    | Jesse Sergent         | Nouvelle-Zélande      | Trek Factory Racing   | + 4 s                 |
| 3e                    | Jan Bárta             | Tchéquie              | Bora-Argon 18         | + 5 s                 |
| 4e                    | Yves Lampaert         | Belgique              | Etixx-Quick Step      | + 8 s                 |
| 5e                    | Martijn Keizer        | Pays-Bas              | Lotto NL-Jumbo        | + 9 s                 |
| 6e                    | Alexis Gougeard       | France                | AG2R La Mondiale      | + 11 s                |
| 7e                    | Jempy Drucker         | Luxembourg            | BMC Racing            | + 11 s                |
| 8e                    | Danilo Wyss           | Suisse                | BMC Racing            | + 12 s                |
| 9e                    | Christophe Laporte    | France                | Cofidis               | + 12 s                |
| 10e                   | Łukasz Wiśniowski     | Pologne               | Etixx-Quick Step      | + 13 s                |
| modifier              |                       |                       |                       |                       |

| Classement général | Classement général | Classement général | Classement général  | Classement général |
|                    | Coureur            | Pays               | Équipe              | Temps              |
| ------------------ | ------------------ | ------------------ | ------------------- | ------------------ |
| 1er                | Anton Vorobyev     | Russie             | Katusha             | en 7 min 57 s      |
| 2e                 | Jesse Sergent      | Nouvelle-Zélande   | Trek Factory Racing | + 4 s              |
| 3e                 | Jan Bárta          | Tchéquie           | Bora-Argon 18       | + 5 s              |
| 4e                 | Yves Lampaert      | Belgique           | Etixx-Quick Step    | + 8 s              |
| 5e                 | Martijn Keizer     | Pays-Bas           | Lotto NL-Jumbo      | + 9 s              |
| 6e                 | Alexis Gougeard    | France             | AG2R La Mondiale    | + 11 s             |
| 7e                 | Jempy Drucker      | Luxembourg         | BMC Racing          | + 11 s             |
| 8e                 | Danilo Wyss        | Suisse             | BMC Racing          | + 12 s             |
| 9e                 | Christophe Laporte | France             | Cofidis             | + 12 s             |
| 10e                | Łukasz Wiśniowski  | Pologne            | Etixx-Quick Step    | + 13 s             |
| modifier           |                    |                    |                     |                    |

Remise des prix
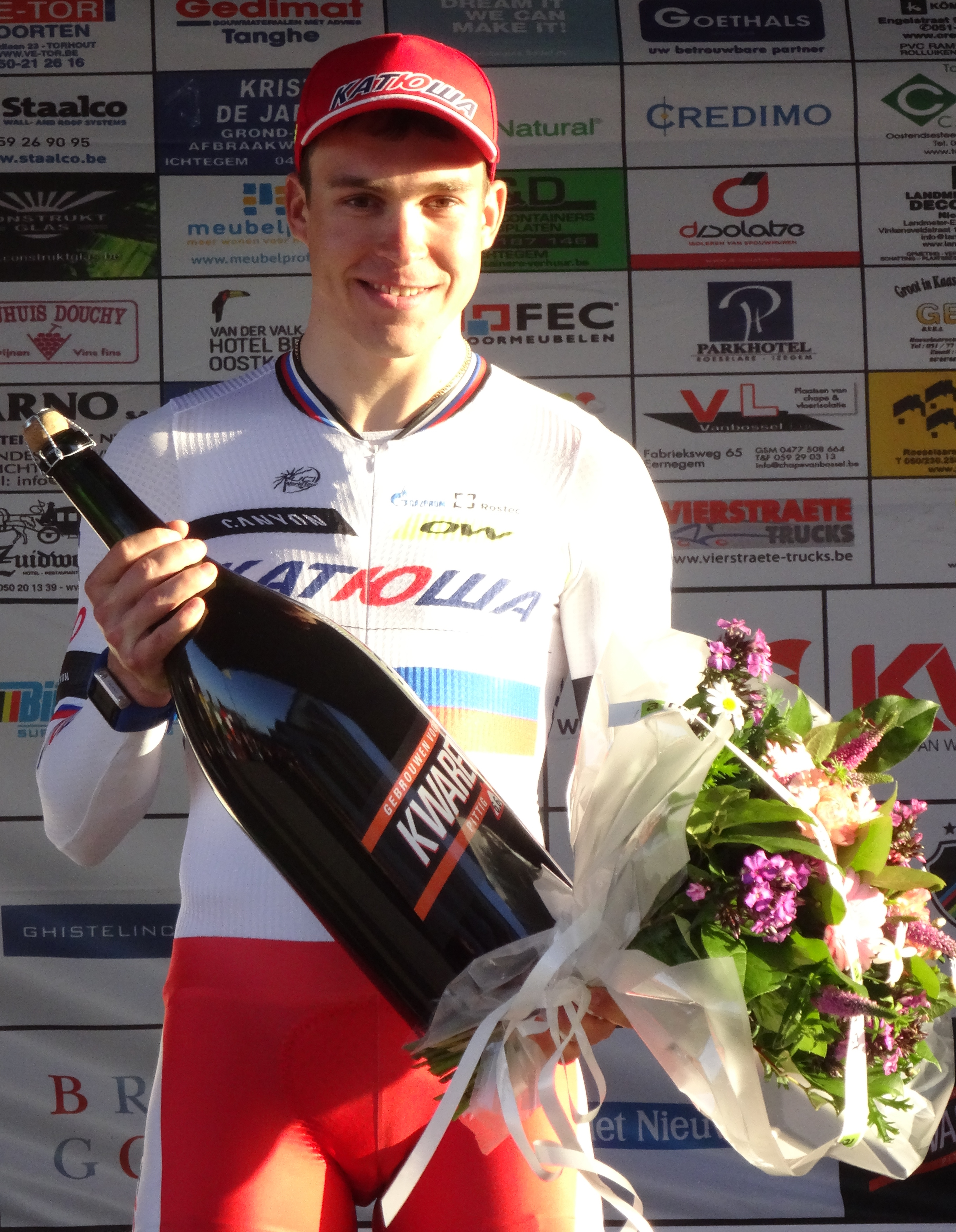
Anton Vorobyev remporte le prologue.
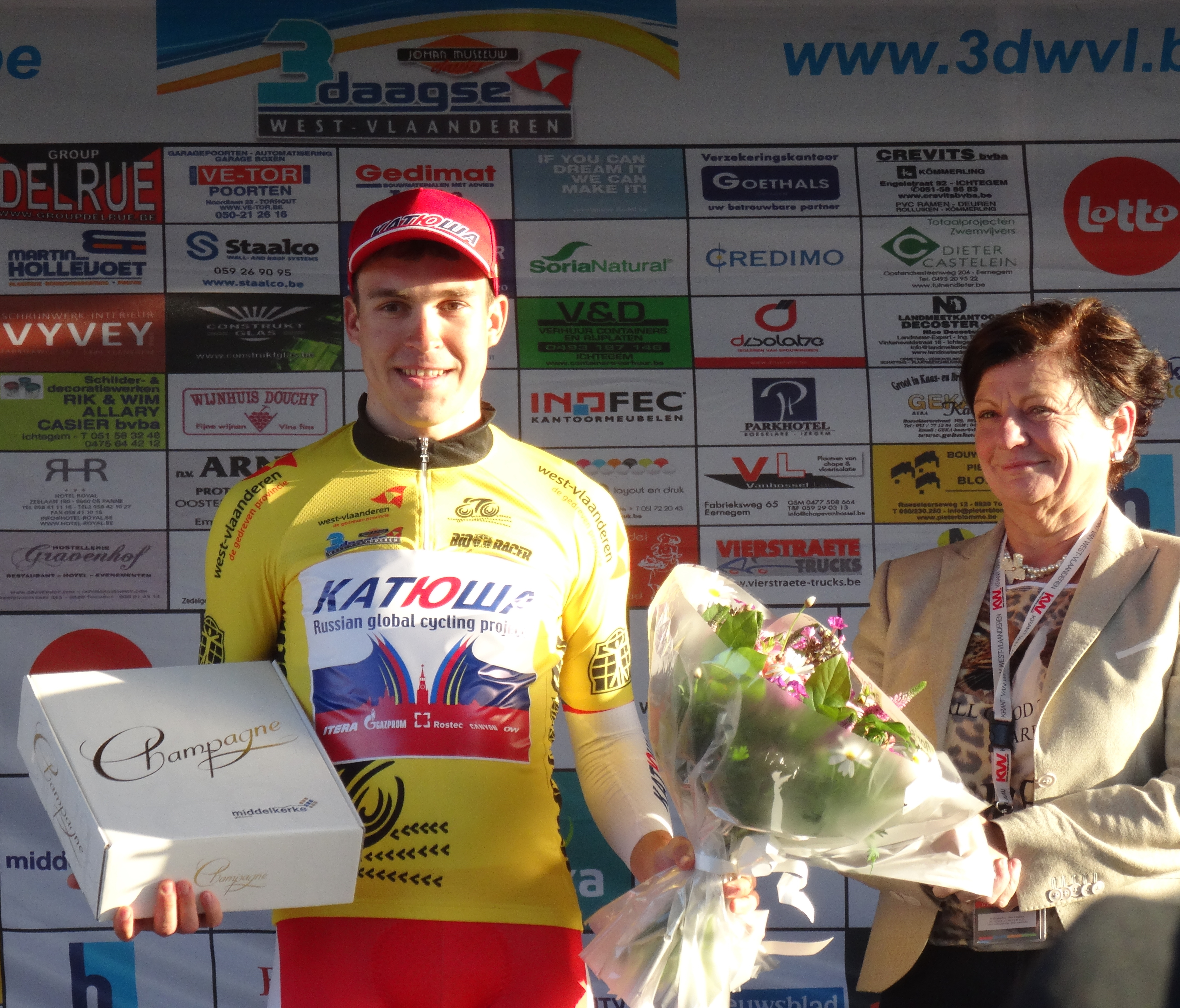
Anton Vorobyev est leader du classement général.
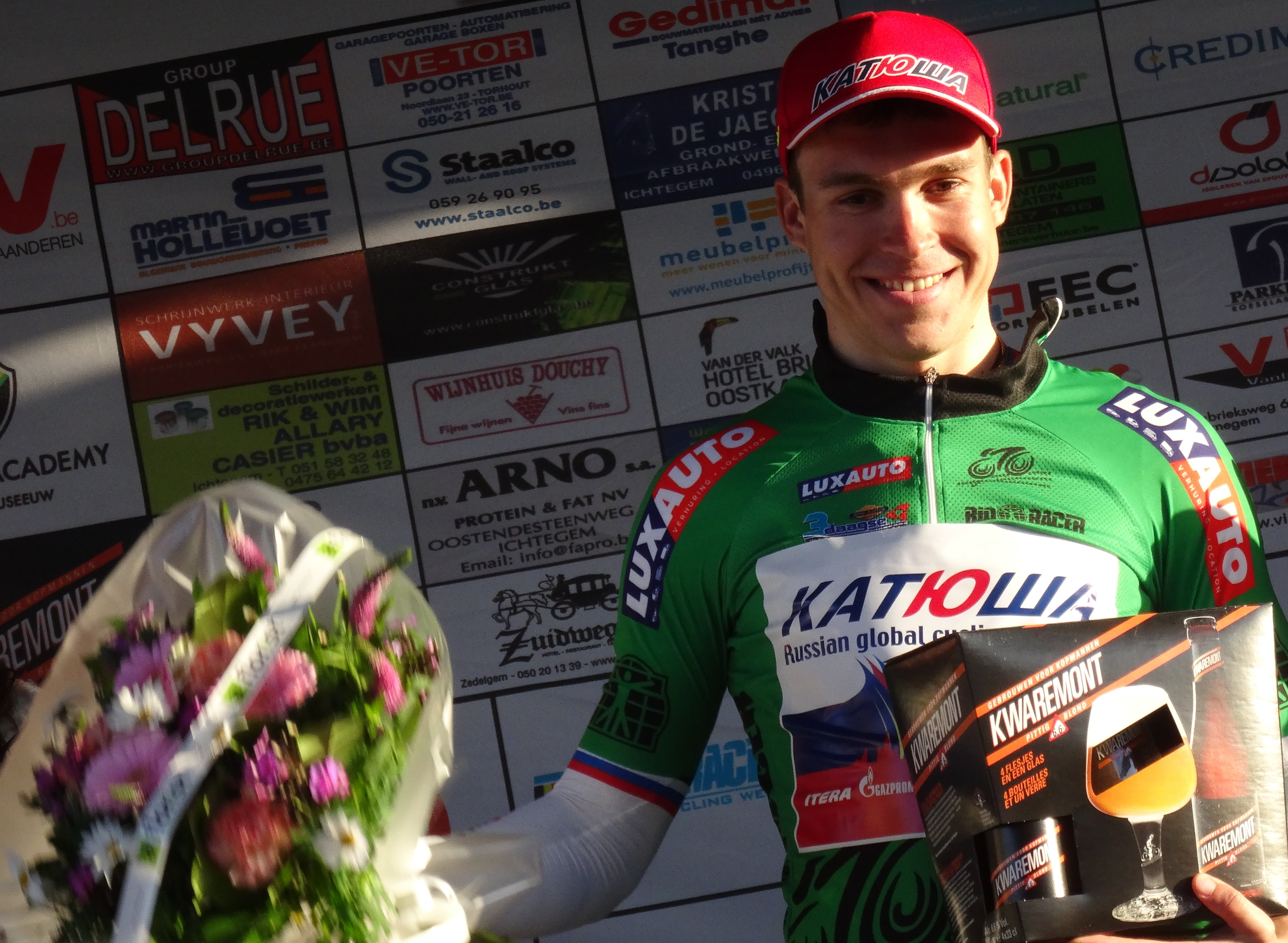
Anton Vorobyev est leader du classement par points.
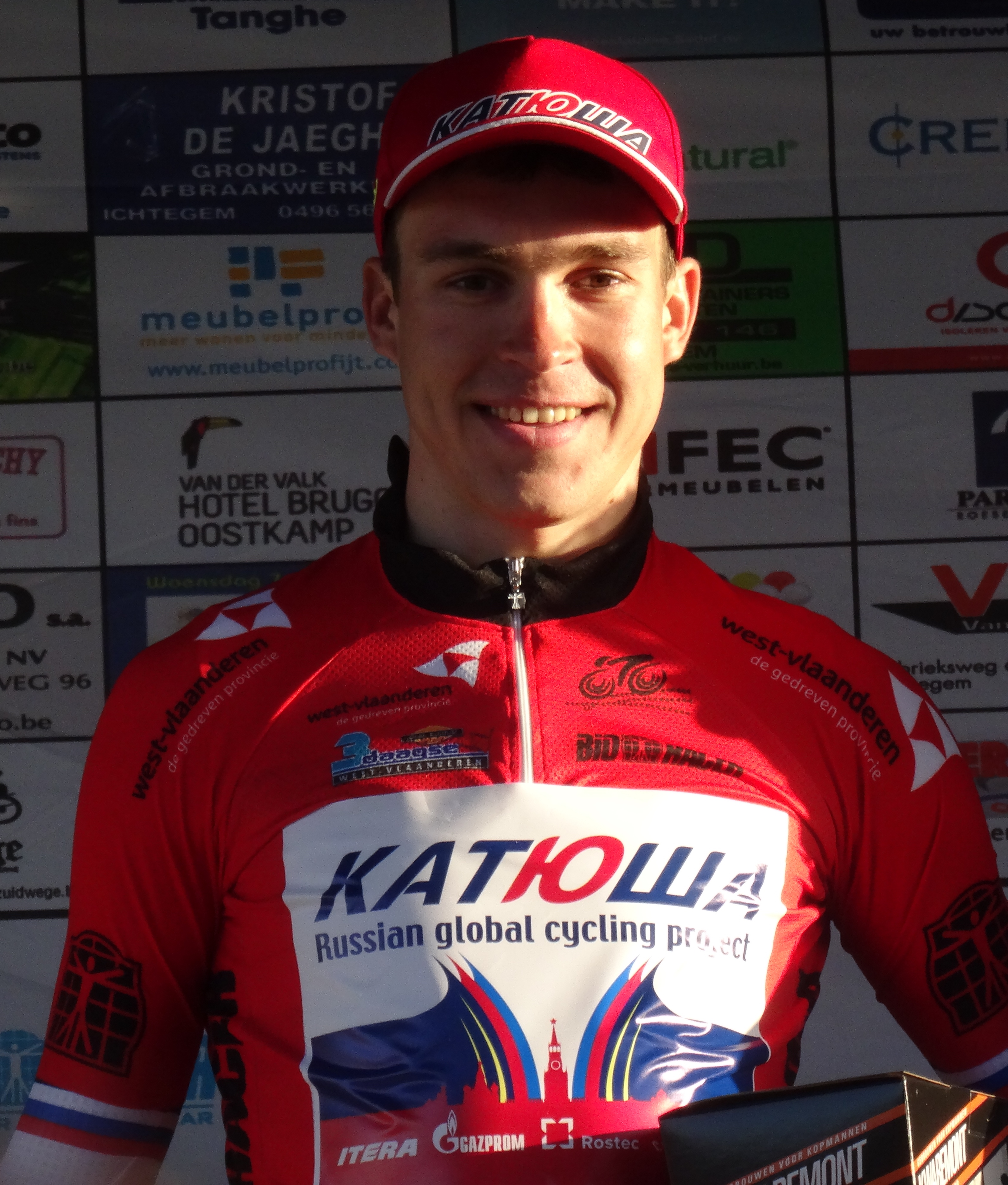
Anton Vorobyev est leader du classement des sprints.
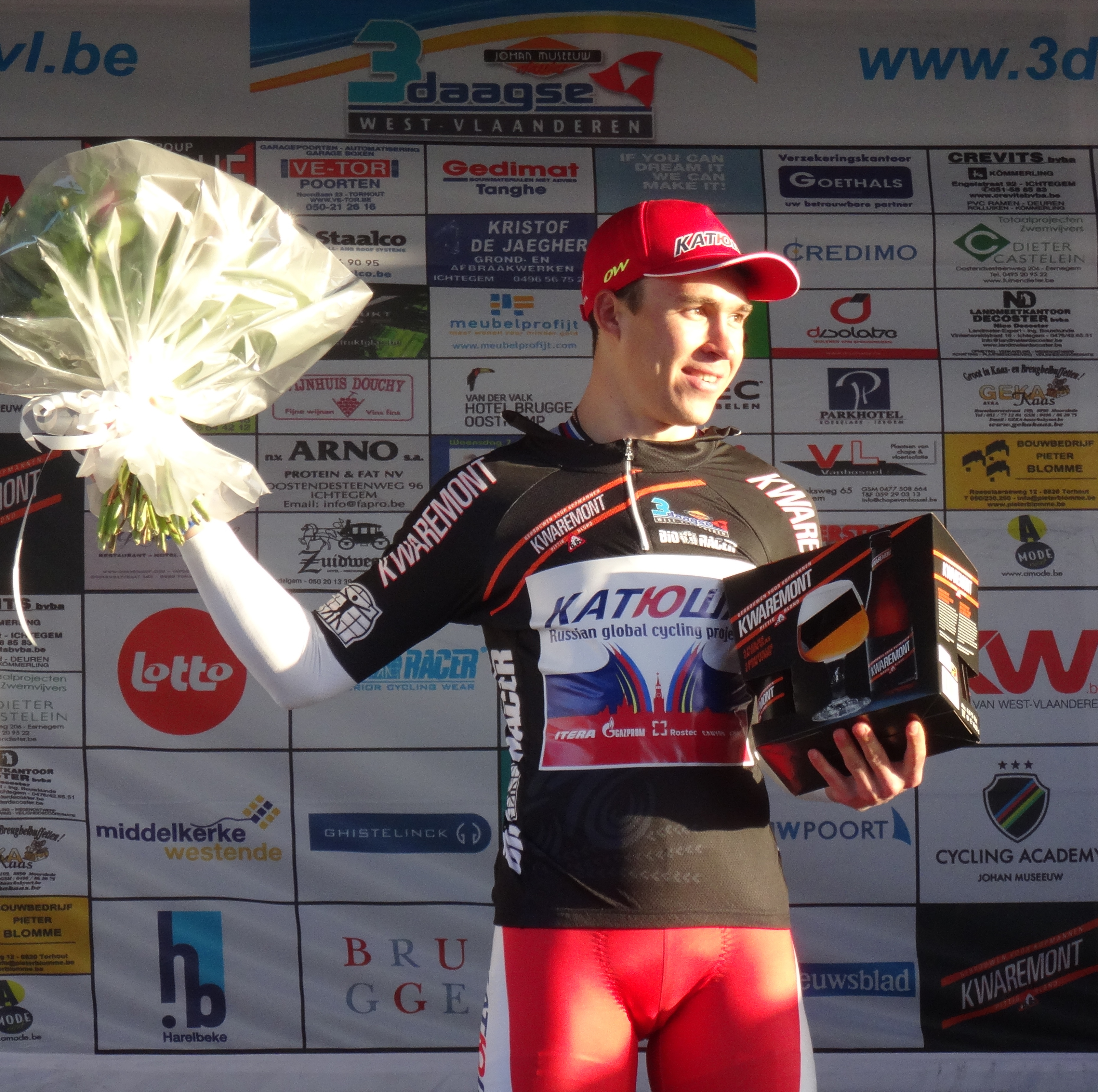
Anton Vorobyev est leader du classement du meilleur jeune.
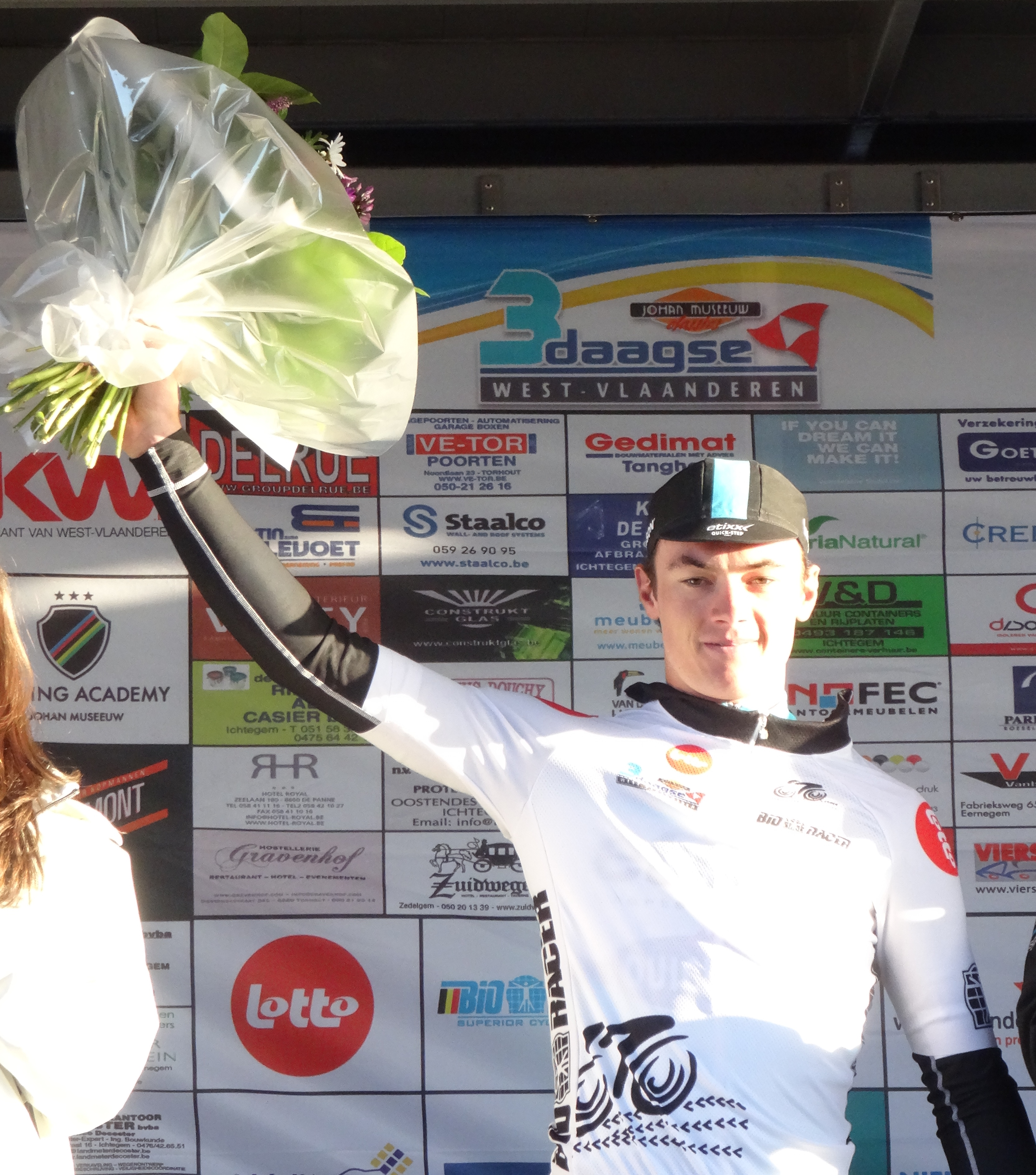
Yves Lampaert est leader du classement du meilleur Ouest-Flamand.

### 1reétape
La 1re étape relie Bruges à Harelbeke en 174,1 kilomètres. Elle est constituée d'un circuit de 134,5 kilomètres et d'un circuit local de 9,9 kilomètres à parcourir à quatre reprises. Le départ est donné à 12 h 40.
| Classement de l'étape | Classement de l'étape | Classement de l'étape | Classement de l'étape         | Classement de l'étape |
|                       | Coureur               | Pays                  | Équipe                        | Temps                 |
| --------------------- | --------------------- | --------------------- | ----------------------------- | --------------------- |
| 1er                   | Yves Lampaert         | Belgique              | Etixx-Quick Step              | en 3 h 54 min 52 s    |
| 2e                    | Tosh Van der Sande    | Belgique              | Lotto-Soudal                  | + 0 s                 |
| 3e                    | Sander Cordeel        | Belgique              | Vastgoedservice-Golden Palace | + 0 s                 |
| 4e                    | Alexis Gougeard       | France                | AG2R La Mondiale              | + 0 s                 |
| 5e                    | Mirko Selvaggi        | Italie                | Wanty-Groupe Gobert           | + 0 s                 |
| 6e                    | Danny van Poppel      | Pays-Bas              | Trek Factory Racing           | + 4 s                 |
| 7e                    | Gianni Meersman       | Belgique              | Etixx-Quick Step              | + 4 s                 |
| 8e                    | Roy Jans              | Belgique              | Wanty-Groupe Gobert           | + 4 s                 |
| 9e                    | Rudy Barbier          | France                | Roubaix Lille Métropole       | + 4 s                 |
| 10e                   | Wesley Kreder         | Pays-Bas              | Roompot                       | + 4 s                 |
| modifier              |                       |                       |                               |                       |

| Classement général | Classement général | Classement général | Classement général  | Classement général |
|                    | Coureur            | Pays               | Équipe              | Temps              |
| ------------------ | ------------------ | ------------------ | ------------------- | ------------------ |
| 1er                | Yves Lampaert      | Belgique           | Etixx-Quick Step    | en 4 h 2 min 45 s  |
| 2e                 | Anton Vorobyev     | Russie             | Katusha             | + 8 s              |
| 3e                 | Jesse Sergent      | Nouvelle-Zélande   | Trek Factory Racing | + 12 s             |
| 4e                 | Jan Bárta          | Tchéquie           | Bora-Argon 18       | + 13 s             |
| 5e                 | Alexis Gougeard    | France             | AG2R La Mondiale    | + 14 s             |
| 6e                 | Martijn Keizer     | Pays-Bas           | Lotto NL-Jumbo      | + 17 s             |
| 7e                 | Jempy Drucker      | Luxembourg         | BMC Racing          | + 19 s             |
| 8e                 | Christophe Laporte | France             | Cofidis             | + 20 s             |
| 9e                 | Łukasz Wiśniowski  | Pologne            | Etixx-Quick Step    | + 21 s             |
| 10e                | Hugo Houle         | Canada             | AG2R La Mondiale    | + 21 s             |
| modifier           |                    |                    |                     |                    |

Remise des prix
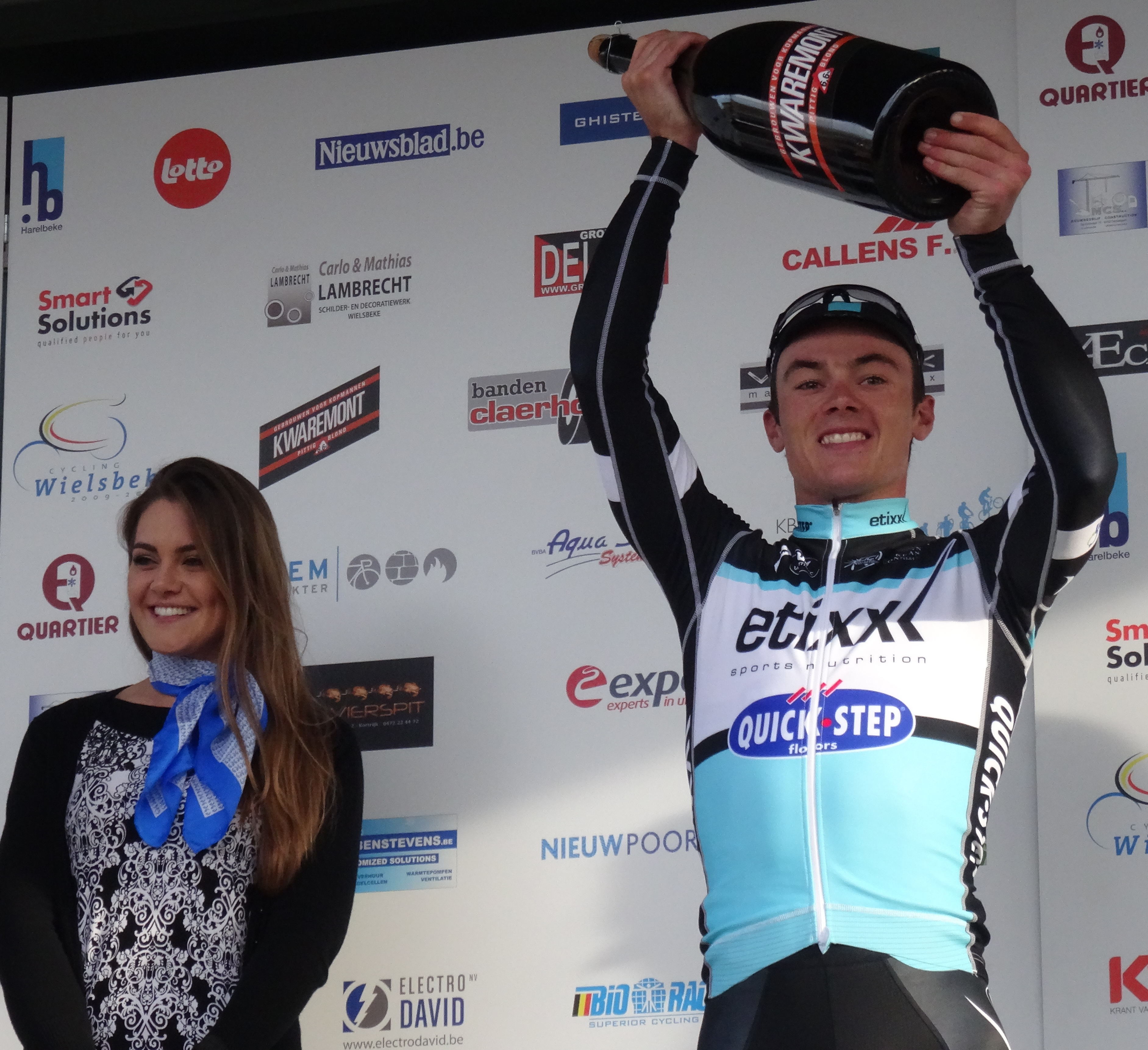
Yves Lampaert remporte la 1re étape.
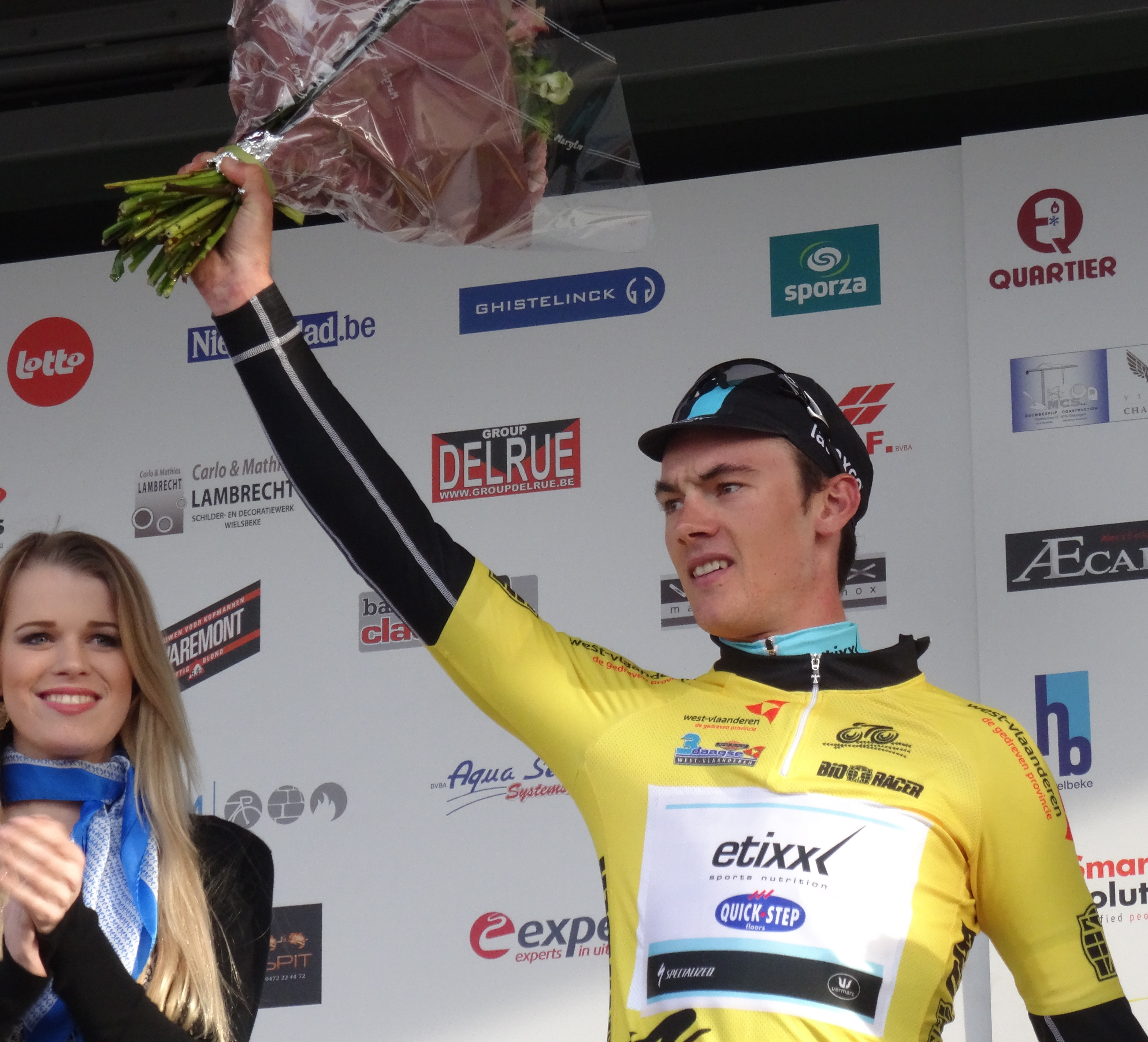
Yves Lampaert est leader du classement général.
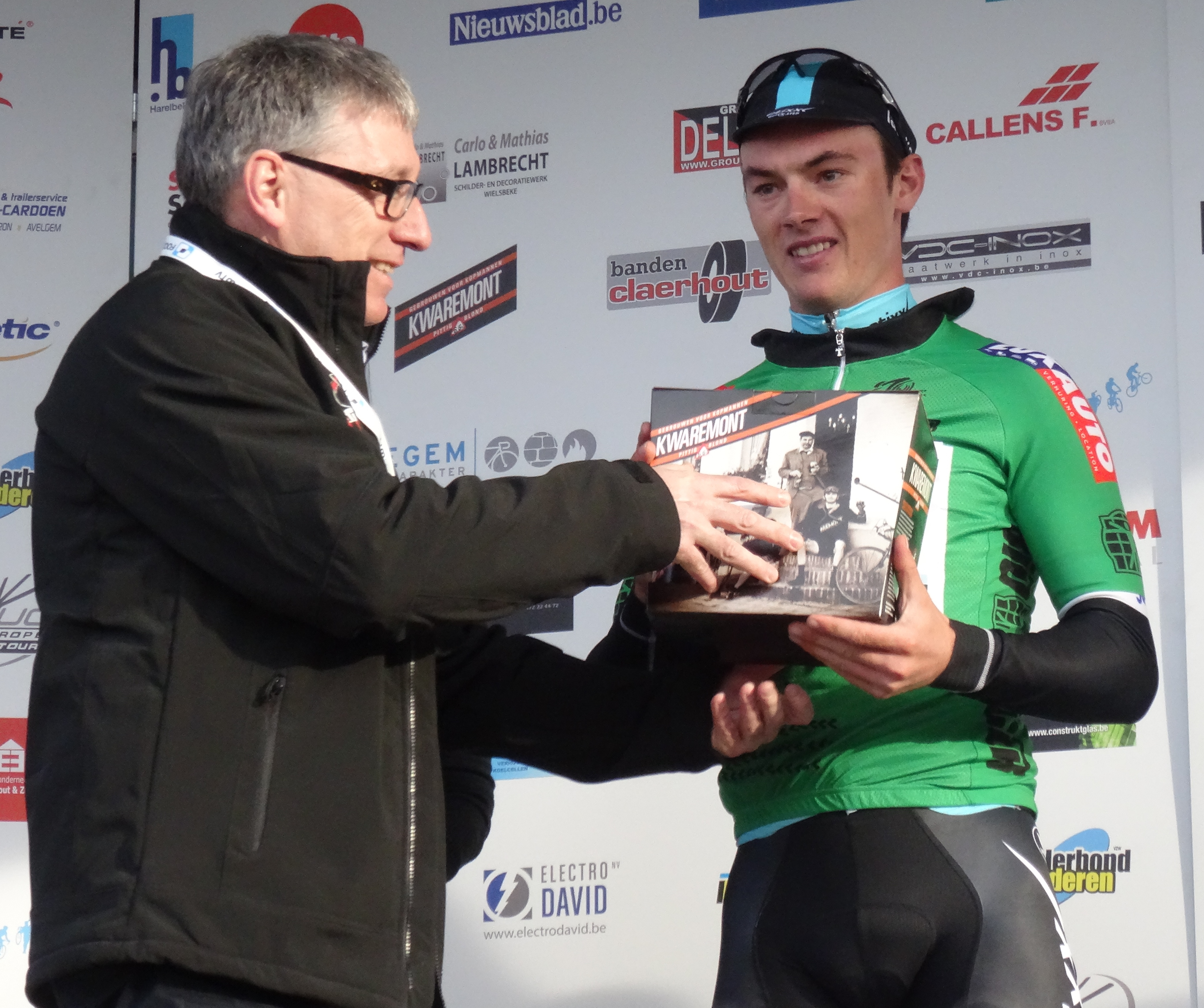
Yves Lampaert est leader du classement par points.
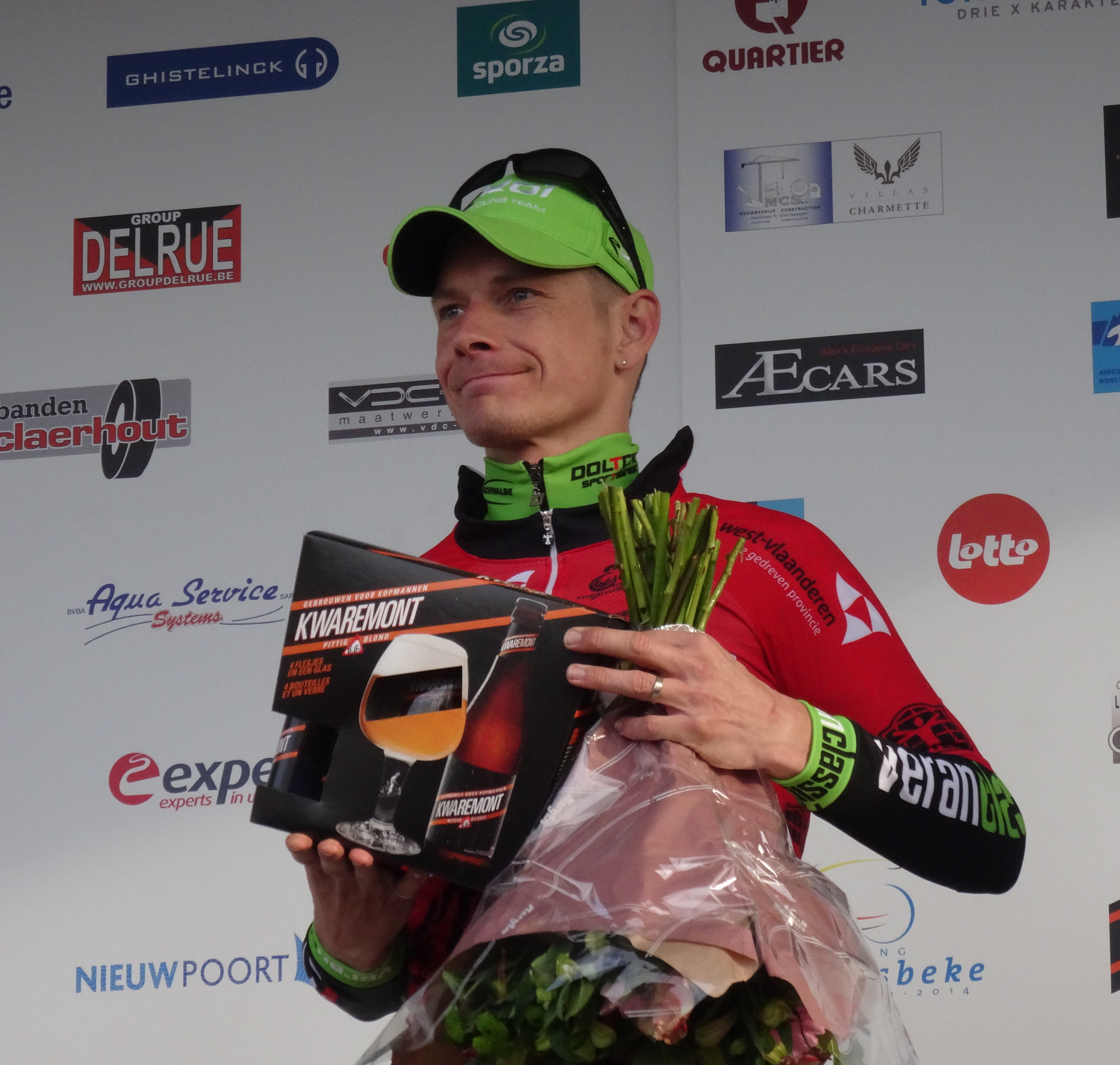
Gorik Gardeyn est leader du classement des sprints.
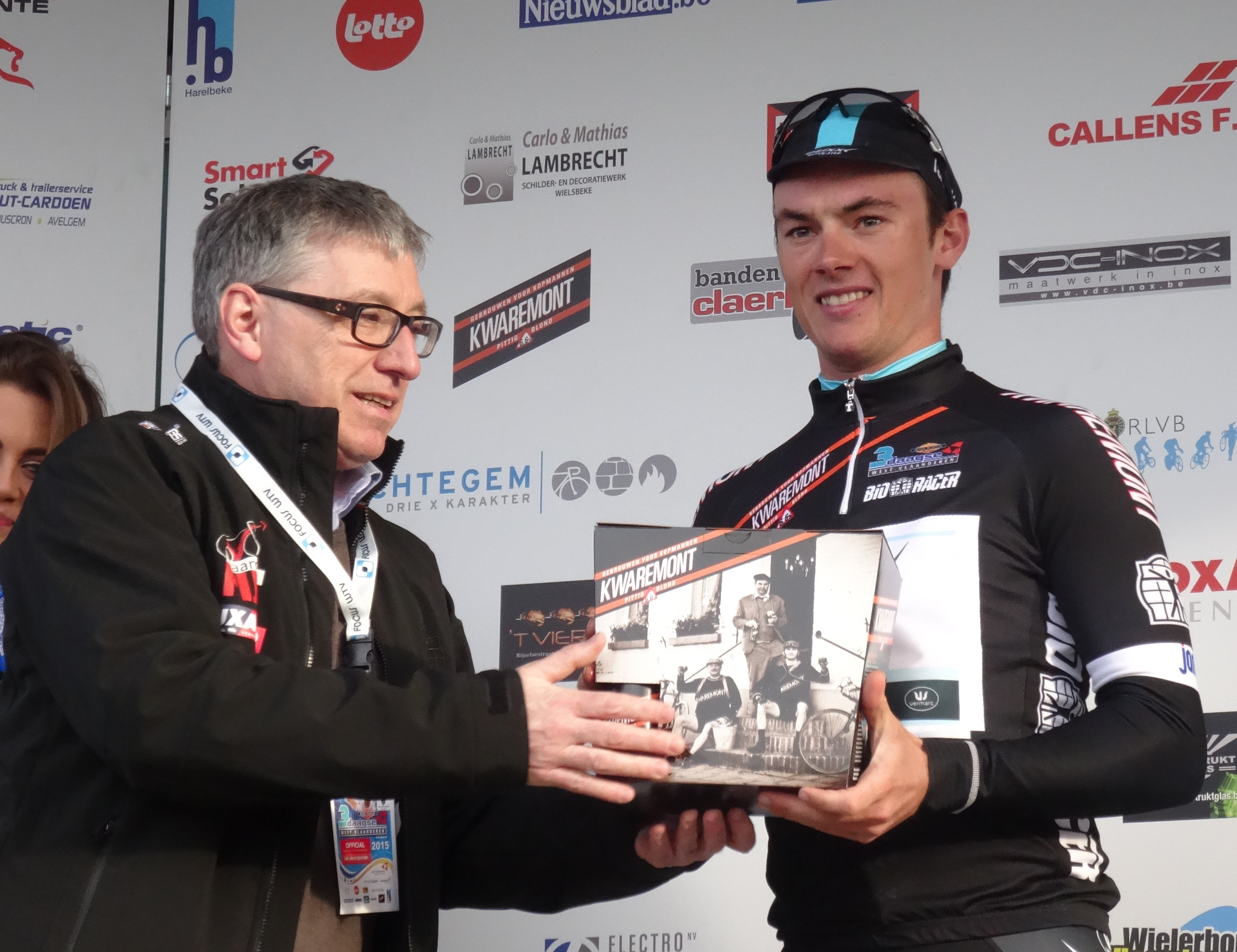
Yves Lampaert est leader du classement du meilleur jeune.
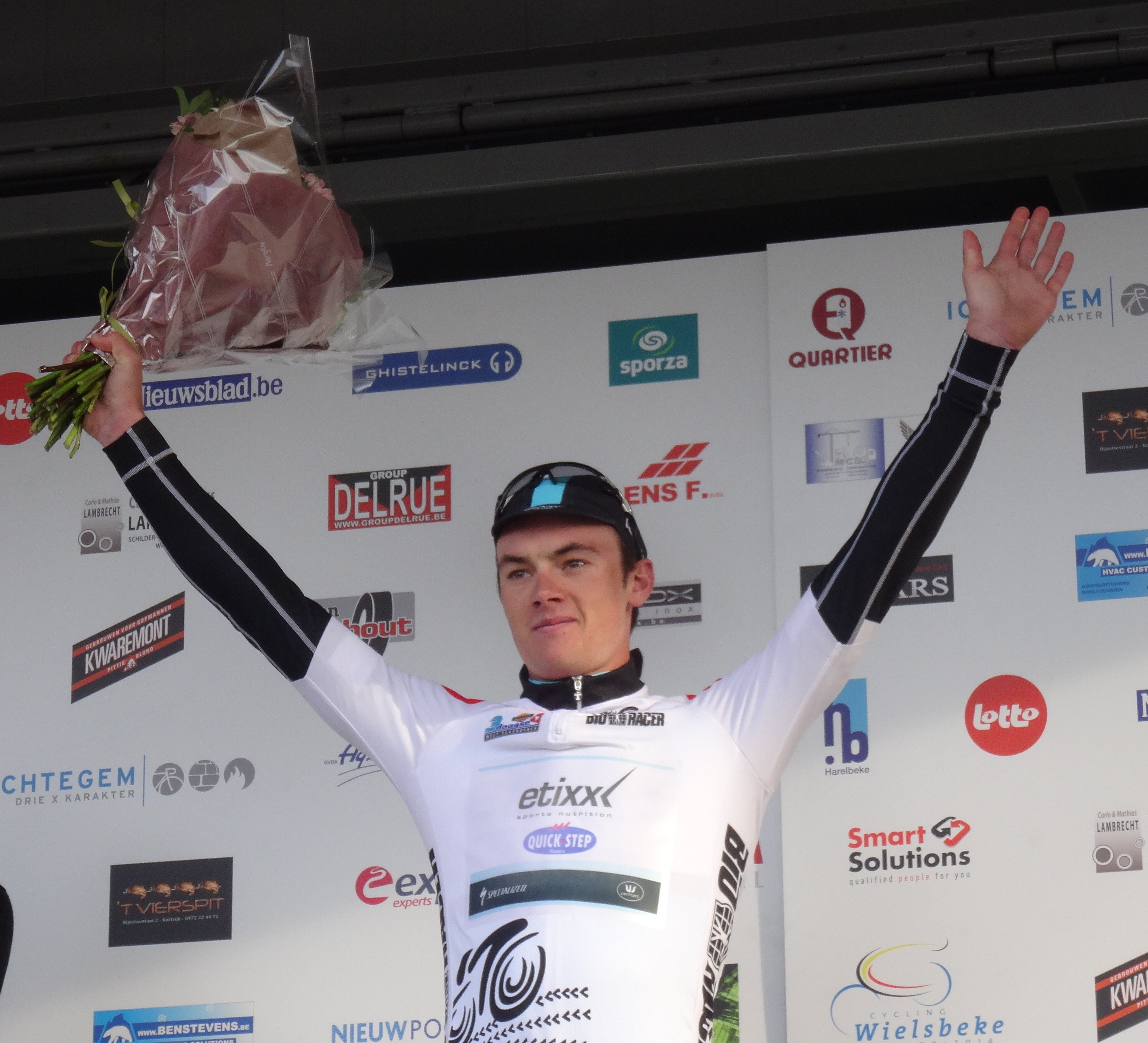
Yves Lampaert est leader du classement du meilleur Ouest-Flamand.

### 2eétape
La 2e étape relie Nieuport à Ichtegem en 184,5 kilomètres. Elle est constituée d'un circuit principal de 150 kilomètres et d'un circuit local de 11,5 kilomètres à parcourir à trois reprises. Le départ est donné à 11 h 30.
| Classement de l'étape | Classement de l'étape | Classement de l'étape | Classement de l'étape   | Classement de l'étape |
|                       | Coureur               | Pays                  | Équipe                  | Temps                 |
| --------------------- | --------------------- | --------------------- | ----------------------- | --------------------- |
| 1er                   | Danny van Poppel      | Pays-Bas              | Trek Factory Racing     | en 4 h 21 min 52 s    |
| 2e                    | Kris Boeckmans        | Belgique              | Lotto-Soudal            | m.t                   |
| 3e                    | Michael Van Staeyen   | Belgique              | Cofidis                 | m.t                   |
| 4e                    | Jempy Drucker         | Luxembourg            | BMC Racing              | m.t                   |
| 5e                    | Gianni Meersman       | Belgique              | Etixx-Quick Step        | m.t                   |
| 6e                    | Rick Zabel            | Allemagne             | BMC Racing              | m.t                   |
| 7e                    | Roy Jans              | Belgique              | Wanty-Groupe Gobert     | m.t                   |
| 8e                    | Maxime Daniel         | France                | AG2R La Mondiale        | m.t                   |
| 9e                    | Sean De Bie           | Belgique              | Lotto-Soudal            | m.t                   |
| 10e                   | Baptiste Planckaert   | Belgique              | Roubaix Lille Métropole | m.t                   |
| modifier              |                       |                       |                         |                       |

## Classements finals

### Classement général final
| Classement général final | Classement général final | Classement général final | Classement général final | Classement général final |
|                          | Coureur                  | Pays                     | Équipe                   | Temps                    |
| ------------------------ | ------------------------ | ------------------------ | ------------------------ | ------------------------ |
| 1er                      | Yves Lampaert            | Belgique                 | Etixx-Quick Step         | en 8 h 24 min 37 s       |
| 2e                       | Anton Vorobyev           | Russie                   | Katusha                  | + 8 s                    |
| 3e                       | Jesse Sergent            | Nouvelle-Zélande         | Trek Factory Racing      | + 12 s                   |
| 4e                       | Jan Bárta                | Tchéquie                 | Bora-Argon 18            | + 12 s                   |
| 5e                       | Alexis Gougeard          | France                   | AG2R La Mondiale         | + 14 s                   |
| 6e                       | Danny van Poppel         | Pays-Bas                 | Trek Factory Racing      | + 16 s                   |
| 7e                       | Jempy Drucker            | Luxembourg               | BMC Racing               | + 17 s                   |
| 8e                       | Martijn Keizer           | Pays-Bas                 | Lotto NL-Jumbo           | + 17 s                   |
| 9e                       | Christophe Laporte       | France                   | Cofidis                  | + 20 s                   |
| 10e                      | Łukasz Wiśniowski        | Pologne                  | Etixx-Quick Step         | + 21 s                   |
| modifier                 |                          |                          |                          |                          |

### Classements annexes
| Classement par points | Classement par points | Classement par points | Classement par points | Classement par points |
| --------------------- | --------------------- | --------------------- | --------------------- | --------------------- |
|                       | Coureur               | Pays                  | Équipe                | Point(s)              |
| 1er                   | Yves Lampaert         | Belgique              | Etixx-Quick Step      | 24 points             |
| 2e                    | Danny van Poppel      | Pays-Bas              | Trek Factory Racing   | 20 pts                |
| 3e                    | Anton Vorobyev        | Russie                | Katusha               | 15 pts                |
| modifier              |                       |                       |                       |                       |

| Classement des sprints | Classement des sprints | Classement des sprints | Classement des sprints      | Classement des sprints |
| ---------------------- | ---------------------- | ---------------------- | --------------------------- | ---------------------- |
|                        | Coureur                | Pays                   | Équipe                      | Point(s)               |
| 1er                    | Tim Kerkhof            | Pays-Bas               | Roompot                     | 6 points               |
| 2e                     | Gorik Gardeyn          | Belgique               | Veranclassic-Ekoï           | 5 pts                  |
| 3e                     | Edward Theuns          | Belgique               | Topsport Vlaanderen-Baloise | 4 pts                  |
| modifier               |                        |                        |                             |                        |

| Classement du meilleur jeune | Classement du meilleur jeune | Classement du meilleur jeune | Classement du meilleur jeune | Classement du meilleur jeune |
|                              | Coureur                      | Pays                         | Équipe                       | Temps                        |
| ---------------------------- | ---------------------------- | ---------------------------- | ---------------------------- | ---------------------------- |
| 1er                          | Yves Lampaert                | Belgique                     | Etixx-Quick Step             | en 8 h 24 min 37 s           |
| 2e                           | Anton Vorobyev               | Russie                       | Katusha                      | + 8 s                        |
| 3e                           | Alexis Gougeard              | France                       | AG2R La Mondiale             | + 14 s                       |
| modifier                     |                              |                              |                              |                              |

| Classement du meilleur Ouest-Flamand | Classement du meilleur Ouest-Flamand | Classement du meilleur Ouest-Flamand | Classement du meilleur Ouest-Flamand | Classement du meilleur Ouest-Flamand |
|                                      | Coureur                              | Pays                                 | Équipe                               | Temps                                |
| ------------------------------------ | ------------------------------------ | ------------------------------------ | ------------------------------------ | ------------------------------------ |
| 1er                                  | Yves Lampaert                        | Belgique                             | Etixx-Quick Step                     | en 8 h 24 min 37 s                   |
| 2e                                   | Gianni Meersman                      | Belgique                             | Etixx-Quick Step                     | + 33 s                               |
| 3e                                   | Baptiste Planckaert                  | Belgique                             | Roubaix Lille Métropole              | + 43 s                               |
| modifier                             |                                      |                                      |                                      |                                      |

| \| Classement par équipes[7] \| Classement par équipes[7] \| Classement par équipes[7] \| Classement par équipes[7] \| \| \| Équipe \| Pays \| Temps \| \| ------------------------- \| ------------------------- \| ------------------------- \| ------------------------- \| \| 1re \| Etixx-Quick Step \| Belgique \| en 25 h 14 min 48 s \| \| 2e \| AG2R La Mondiale \| France \| + 4 s \| \| 3e \| BMC Racing \| États-Unis \| + 7 s \| \| modifier \| \| \| \| |                  |            |                     |
| Classement par équipes |                  |            |                     |
| | Équipe           | Pays       | Temps               |
| 1re | Etixx-Quick Step | Belgique   | en 25 h 14 min 48 s |
| 2e | AG2R La Mondiale | France     | + 4 s               |
| 3e | BMC Racing       | États-Unis | + 7 s               |
| modifier |                  |            |                     |

### UCI Europe Tour
Ces Trois Jours de Flandre-Occidentale attribuent des points pour l'UCI Europe Tour 2015, par équipes seulement aux coureurs des équipes continentales professionnelles et continentales, individuellement à tous les coureurs sauf ceux faisant partie d'une équipe ayant un label WorldTeam.
| Position,          | 1er | 2e | 3e | 4e | 5e | 6e | 7e | 8e | 9e | 10e | 11e | 12e |
| Classement général | 80  | 56 | 32 | 24 | 20 | 16 | 12 | 8  | 7  | 6   | 5   | 3   |
| Par étape          | 16  | 11 | 6  | 5  | 4  | 2  |    |    |    |     |     |     |
| Leader, par étape  | 8   |    |    |    |    |    |    |    |    |     |     |     |

| Cycliste            | Équipe                        | Général | Étape | Leader | Total |
| ------------------- | ----------------------------- | ------- | ----- | ------ | ----- |
| Jan Bárta           | Bora-Argon 18                 | 24      | 6     | -      | 30    |
| Christophe Laporte  | Cofidis                       | 7       | -     | -      | 7     |
| Sander Cordeel      | Vastgoedservice-Golden Palace | -       | 6     | -      | 6     |
| Michael Van Staeyen | Cofidis                       | -       | 6     | -      | 6     |
| Mirko Selvaggi      | Wanty-Groupe Gobert           | -       | 4     | -      | 4     |

## Évolution des classements
| Étape              | Vainqueur          | Classement général | Classement par points | Classement des sprints | Classement du meilleur jeune | Classement du meilleur Ouest-Flamand | Classement par équipes |
| ------------------ | ------------------ | ------------------ | --------------------- | ---------------------- | ---------------------------- | ------------------------------------ | ---------------------- |
| P                  | Anton Vorobyev     | Anton Vorobyev     | Anton Vorobyev        | Anton Vorobyev         | Anton Vorobyev               | Yves Lampaert                        | Etixx-Quick Step       |
| 1                  | Yves Lampaert      | Yves Lampaert      | Yves Lampaert         | Gorik Gardeyn          | Yves Lampaert                | Yves Lampaert                        | Etixx-Quick Step       |
| 2                  | Danny van Poppel   | Yves Lampaert      | Yves Lampaert         | Tim Kerkhof            | Yves Lampaert                | Yves Lampaert                        | Etixx-Quick Step       |
| Classements finals | Classements finals | Yves Lampaert      | Yves Lampaert         | Tim Kerkhof            | Yves Lampaert                | Yves Lampaert                        | Etixx-Quick Step       |

## Liste des participants
- Liste de départ complète

| Cofidis COF                        | Cofidis COF               | Cofidis COF |
| ---------------------------------- | ------------------------- | ----------- |
| Num                                | Coureur                   | Pos         |
| 1                                  | Gert Jõeäär (EST) (Clm)   | AB-2        |
| 2                                  | Loïc Chetout (FRA)*       | AB-2        |
| 3                                  | Steve Chainel (FRA)       | 40e         |
| 4                                  | Christophe Laporte (FRA)* | 9e          |
| 5                                  | Adrien Petit (FRA)*       | 17e         |
| 6                                  | Anthony Turgis (FRA)*     | AB-2        |
| 7                                  | Michael Van Staeyen (BEL) | 48e         |
| 8                                  | Louis Verhelst (BEL)*     | 55e         |
| Directeur sportif : Alain Deloeuil |                           |             |

| BMC Racing BMC                      | BMC Racing BMC            | BMC Racing BMC |
| ----------------------------------- | ------------------------- | -------------- |
| Num                                 | Coureur                   | Pos            |
| 11                                  | Jempy Drucker (LUX)       | 7e             |
| 12                                  | Campbell Flakemore (AUS)* | AB-2           |
| 13                                  | Klaas Lodewyck (BEL)      | 37e            |
| 14                                  | Joey Rosskopf (USA)       | 78e            |
| 15                                  | Manuel Senni (ITA)*       | AB-2           |
| 16                                  | Dylan Teuns (BEL)*        | 25e            |
| 17                                  | Danilo Wyss (SUI)         | NP-2           |
| 18                                  | Rick Zabel (GER)*         | 29e            |
| Directeur sportif : Geert Van Bondt |                           |                |

| Etixx-Quick Step # EQS         | Etixx-Quick Step # EQS          | Etixx-Quick Step # EQS |
| ------------------------------ | ------------------------------- | ---------------------- |
| Num                            | Coureur                         | Pos                    |
| 21                             | Iljo Keisse (BEL)               | AB-2                   |
| 22                             | Yves Lampaert (BEL)*            | 1er                    |
| 23                             |                                 |                        |
| 24                             | Gianni Meersman (BEL)           | 27e                    |
| 25                             | Petr Vakoč (CZE)*               | 83e                    |
| 26                             | Guillaume Van Keirsbulck (BEL)* | 69e                    |
| 27                             | Martin Velits (SVK)             | 33e                    |
| 28                             | Łukasz Wiśniowski (POL)*        | 10e                    |
| Directeur sportif : Tom Steels |                                 |                        |

| FDJ                                  | FDJ                             | FDJ  |
| ------------------------------------ | ------------------------------- | ---- |
| Num                                  | Coureur                         | Pos  |
| 31                                   | David Boucher (FRA)             | 114e |
| 32                                   | Anthony Geslin (FRA)            | AB-2 |
| 33                                   | Olivier Le Gac (FRA)*           | 30e  |
| 34                                   | Pierre-Henri Lecuisinier (FRA)* | 109e |
| 35                                   | Lorrenzo Manzin (FRA)*          | AB-2 |
| 36                                   | Marc Sarreau (FRA)*             | 90e  |
| 37                                   |                                 |      |
| 38                                   |                                 |      |
| Directeur sportif : Frédéric Guesdon |                                 |      |

| Lotto-Soudal LTS                       | Lotto-Soudal LTS          | Lotto-Soudal LTS |
| -------------------------------------- | ------------------------- | ---------------- |
| Num                                    | Coureur                   | Pos              |
| 41                                     | Tiesj Benoot (BEL)*       | 23e              |
| 42                                     | Kris Boeckmans (BEL)      | 12e              |
| 43                                     | Sander Armée (BEL)        | 94e              |
| 44                                     | Sean De Bie (BEL)*        | 15e              |
| 45                                     | Kenny Dehaes (BEL)        | AB-2             |
| 46                                     | Gert Dockx (BEL)          | 63e              |
| 47                                     | Boris Vallée (BEL)*       | 80e              |
| 48                                     | Tosh Van der Sande (BEL)* | 19e              |
| Directeur sportif : Kurt Van De Wouwer |                           |                  |

| Katusha KAT                            | Katusha KAT                 | Katusha KAT |
| -------------------------------------- | --------------------------- | ----------- |
| Num                                    | Coureur                     | Pos         |
| 51                                     | Maxim Belkov (RUS)          | 122e        |
| 52                                     | Marco Haller (AUT)*         | 113e        |
| 53                                     | Vladimir Isaychev (RUS)     | 108e        |
| 54                                     | Alexandr Kolobnev (RUS)     | 53e         |
| 55                                     | Sergueï Lagoutine (RUS)     | AB-2        |
| 56                                     | Rüdiger Selig (GER)         | AB-2        |
| 57                                     | Anton Vorobyev (RUS)* (Clm) | 2e          |
| 58                                     | Ilnur Zakarin (RUS)         | 111e        |
| Directeur sportif : Guennadi Mikhailov |                             |             |

| Lotto NL-Jumbo TLJ                | Lotto NL-Jumbo TLJ        | Lotto NL-Jumbo TLJ |
| --------------------------------- | ------------------------- | ------------------ |
| Num                               | Coureur                   | Pos                |
| 61                                | Brian Bulgaç (NED)        | 124e               |
| 62                                | Martijn Keizer (NED)      | 8e                 |
| 63                                | Bert-Jan Lindeman (NED)   | 32e                |
| 64                                | Barry Markus (NED)*       | 65e                |
| 65                                | Timo Roosen (NED)*        | 31e                |
| 66                                | Mike Teunissen (NED)*     | 76e                |
| 67                                | Tom Van Asbroeck (BEL)*   | AB-2               |
| 68                                | Nick van der Lijke (NED)* | 56e                |
| Directeur sportif : Frans Maassen |                           |                    |

| Trek Factory Racing TFR        | Trek Factory Racing TFR    | Trek Factory Racing TFR |
| ------------------------------ | -------------------------- | ----------------------- |
| Num                            | Coureur                    | Pos                     |
| 71                             | Fumiyuki Beppu (JPN) (Clm) | 89e                     |
| 72                             | Stijn Devolder (BEL)       | 42e                     |
| 73                             |                            |                         |
| 74                             |                            |                         |
| 75                             | Jesse Sergent (NZL)        | 3e                      |
| 76                             | Fábio Silvestre (POR)*     | 16e                     |
| 77                             | Boy van Poppel (NED)       | 18e                     |
| 78                             | Danny van Poppel (NED)*    | 6e                      |
| Directeur sportif : Dirk Demol |                            |                         |

| AG2R La Mondiale ALM                 | AG2R La Mondiale ALM     | AG2R La Mondiale ALM |
| ------------------------------------ | ------------------------ | -------------------- |
| Num                                  | Coureur                  | Pos                  |
| 81                                   | Gediminas Bagdonas (LTU) | 14e                  |
| 82                                   | Julien Bérard (FRA)      | 101e                 |
| 83                                   | Maxime Daniel (FRA)*     | 36e                  |
| 84                                   |                          |                      |
| 85                                   | Alexis Gougeard (FRA)*   | 5e                   |
| 86                                   | Patrick Gretsch (GER)    | 22e                  |
| 87                                   | Hugo Houle (CAN)*        | 11e                  |
| 88                                   |                          |                      |
| Directeur sportif : Stéphane Goubert |                          |                      |

| Bora-Argon 18 BOA                    | Bora-Argon 18 BOA          | Bora-Argon 18 BOA |
| ------------------------------------ | -------------------------- | ----------------- |
| Num                                  | Coureur                    | Pos               |
| 91                                   | Shane Archbold (NZL)       | 126e              |
| 92                                   | Jan Bárta (CZE) (Clm)      | 4e                |
| 93                                   | Phil Bauhaus (GER)*        | AB-2              |
| 94                                   |                            |                   |
| 95                                   | Christoph Pfingsten (GER)  | 84e               |
| 96                                   | Andreas Schillinger (GER)  | 67e               |
| 97                                   | Michael Schwarzmann (GER)* | AB-2              |
| 98                                   | Scott Thwaites (GBR)*      | 60e               |
| Directeur sportif : Steffen Radochla |                            |                   |

| Caja Rural-Seguros RGA CJR             | Caja Rural-Seguros RGA CJR | Caja Rural-Seguros RGA CJR |
| -------------------------------------- | -------------------------- | -------------------------- |
| Num                                    | Coureur                    | Pos                        |
| 101                                    | Miguel Ángel Benito (ESP)* | 128e                       |
| 102                                    | Fabricio Ferrari (URU)     | 100e                       |
| 103                                    | Omar Fraile (ESP)*         | AB-2                       |
| 104                                    | José Gonçalves (POR)       | 119e                       |
| 105                                    | Fernando Grijalba (ESP)*   | AB-2                       |
| 106                                    | Carlos Barbero (ESP)*      | AB-2                       |
| 107                                    | Ángel Madrazo (ESP)        | AB-2                       |
| 108                                    | Lluís Mas (ESP)            | 26e                        |
| Directeur sportif : Eugenio Goikoetxea |                            |                            |

| Cult Energy CLT                  | Cult Energy CLT                     | Cult Energy CLT |
| -------------------------------- | ----------------------------------- | --------------- |
| Num                              | Coureur                             | Pos             |
| 111                              | Russell Downing (GBR)               | 131e            |
| 112                              | Alex Kirsch (LUX)*                  | AB-2            |
| 113                              | Gustav Larsson (SWE)                | AB-2            |
| 114                              | Martin Mortensen (DEN)              | 103e            |
| 115                              | Rasmus Christian Quaade (DEN) (Clm) | AB-2            |
| 116                              | Michael Reihs (DEN)                 | 118e            |
| 117                              | Michael Carbel Svendgaard (DEN)*    | 104e            |
| 118                              | Troels Vinther (DEN)                | 105e            |
| Directeur sportif : Luke Roberts |                                     |                 |

| MTN-Qhubeka MTN                             | MTN-Qhubeka MTN          | MTN-Qhubeka MTN |
| ------------------------------------------- | ------------------------ | --------------- |
| Num                                         | Coureur                  | Pos             |
| 121                                         | Theo Bos (NED)           | 95e             |
| 122                                         | Matthew Brammeier (IRL)  | AB-2            |
| 123                                         | Tyler Farrar (USA)       | NP-2            |
| 124                                         | Serge Pauwels (BEL)      | AB-2            |
| 125                                         | Adrien Niyonshuti (RWA)  | 129e            |
| 126                                         | Jay Robert Thomson (RSA) | AB-2            |
| 127                                         | Johann van Zyl (RSA)*    | 79e             |
| 128                                         | Jacobus Venter (RSA)     | 49e             |
| Directeur sportif : Jean-Pierre Heynderickx |                          |                 |

| Nippo-Vini Fantini NIP             | Nippo-Vini Fantini NIP      | Nippo-Vini Fantini NIP |
| ---------------------------------- | --------------------------- | ---------------------- |
| Num                                | Coureur                     | Pos                    |
| 131                                | Pierpaolo De Negri (ITA)    | 54e                    |
| 132                                | Shiki Kuroeda (JPN)*        | AB-2                   |
| 133                                | Alessandro Malaguti (ITA)   | 99e                    |
| 134                                | Nicolas Marini (ITA)*       | AB-1                   |
| 135                                | Mattia Pozzo (ITA)          | AB-2                   |
| 136                                | Riccardo Stacchiotti (ITA)* | 91e                    |
| 137                                | Antonio Viola (ITA)*        | AB-2                   |
| 138                                | Genki Yamamoto (JPN)*       | AB-2                   |
| Directeur sportif : Hiroshi Daimon |                             |                        |

| Europcar EUC                          | Europcar EUC             | Europcar EUC |
| ------------------------------------- | ------------------------ | ------------ |
| Num                                   | Coureur                  | Pos          |
| 141                                   | Thomas Boudat (FRA)*     | 132e         |
| 142                                   | Jérôme Cousin (FRA)      | 75e          |
| 143                                   | Dan Craven (NAM) (Route) | 120e         |
| 144                                   | Jimmy Engoulvent (FRA)   | 24e          |
| 145                                   | Romain Guillemois (FRA)* | 51e          |
| 146                                   | Morgan Lamoisson (FRA)   | 102e         |
| 147                                   | Julien Morice (FRA)*     | AB-2         |
| 148                                   |                          |              |
| Directeur sportif : Dominique Arnould |                          |              |

| Roompot ROO                         | Roompot ROO              | Roompot ROO |
| ----------------------------------- | ------------------------ | ----------- |
| Num                                 | Coureur                  | Pos         |
| 151                                 | Jesper Asselman (NED)*   | 39e         |
| 152                                 | Berden de Vries (NED)    | 121e        |
| 153                                 | Johnny Hoogerland (NED)  | 46e         |
| 154                                 | Tim Kerkhof (NED)*       | 72e         |
| 155                                 | Wesley Kreder (NED)*     | 66e         |
| 156                                 | André Looij (NED)*       | 125e        |
| 157                                 | Ivar Slik (NED)*         | AB-2        |
| 158                                 | Brian van Goethem (NED)* | 61e         |
| Directeur sportif : Michael Boogerd |                          |             |

| Topsport Vlaanderen-Baloise TSV       | Topsport Vlaanderen-Baloise TSV | Topsport Vlaanderen-Baloise TSV |
| ------------------------------------- | ------------------------------- | ------------------------------- |
| Num                                   | Coureur                         | Pos                             |
| 161                                   | Victor Campenaerts (BEL)*       | 68e                             |
| 162                                   | Sander Helven (BEL)*            | 77e                             |
| 163                                   | Jarl Salomein (BEL)             | 52e                             |
| 164                                   | Edward Theuns (BEL)*            | 13e                             |
| 165                                   | Gijs Van Hoecke (BEL)*          | 28e                             |
| 166                                   | Bert Van Lerberghe (BEL)*       | 74e                             |
| 167                                   | Pieter Vanspeybrouck (BEL)      | 50e                             |
| 168                                   | Jelle Wallays (BEL)             | 106e                            |
| Directeur sportif : Walter Planckaert |                                 |                                 |

| UnitedHealthcare UHC                | UnitedHealthcare UHC     | UnitedHealthcare UHC |
| ----------------------------------- | ------------------------ | -------------------- |
| Num                                 | Coureur                  | Pos                  |
| 171                                 | Alessandro Bazzana (ITA) | 110e                 |
| 172                                 | Davide Frattini (ITA)    | 85e                  |
| 173                                 | Robert Förster (GER)     | 87e                  |
| 174                                 | Christophe Jones (USA)   | 57e                  |
| 175                                 | John Murphy (USA)        | 82e                  |
| 176                                 | Tanner Putt (USA)*       | 41e                  |
| 177                                 | Daniel Summerhill (USA)  | NP-1                 |
| 178                                 | Federico Zurlo (ITA)*    | 38e                  |
| Directeur sportif : Roberto Damiani |                          |                      |

| Wanty-Groupe Gobert WGG            | Wanty-Groupe Gobert WGG   | Wanty-Groupe Gobert WGG |
| ---------------------------------- | ------------------------- | ----------------------- |
| Num                                | Coureur                   | Pos                     |
| 181                                | Boris Dron (BEL)          | 81e                     |
| 182                                | Roy Jans (BEL)*           | 35e                     |
| 183                                | Björn Leukemans (BEL)     | 64e                     |
| 184                                | Marco Marcato (ITA)       | AB-2                    |
| 185                                | Danilo Napolitano (ITA)   | AB-2                    |
| 186                                | Mirko Selvaggi (ITA)      | AB-2                    |
| 187                                | James Vanlandschoot (BEL) | 47e                     |
| 188                                | Frederik Veuchelen (BEL)  | 71e                     |
| Directeur sportif : Steven De Neef |                           |                         |

| An Post-ChainReaction SKT         | An Post-ChainReaction SKT          | An Post-ChainReaction SKT |
| --------------------------------- | ---------------------------------- | ------------------------- |
| Num                               | Coureur                            | Pos                       |
| 191                               | Sean Downey (IRL)*                 | AB-2                      |
| 192                               | Conor Dunne (IRL)*                 | 115e                      |
| 193                               | Aidis Kruopis (LTU)                | AB-2                      |
| 194                               | Alexander Maes (BEL)*              | AB-2                      |
| 195                               | Xandro Meurisse (BEL)*             | 44e                       |
| 196                               | Paulius Šiškevičius (LTU)* (Route) | AB-2                      |
| 197                               | Alistair Slater (GBR)*             | 130e                      |
| 198                               | Jens Vandenbogaerde (BEL)*         | 43e                       |
| Directeur sportif : Kurt Bogaerts |                                    |                           |

| Roubaix Lille Métropole RLM            | Roubaix Lille Métropole RLM | Roubaix Lille Métropole RLM |
| -------------------------------------- | --------------------------- | --------------------------- |
| Num                                    | Coureur                     | Pos                         |
| 201                                    | Julien Antomarchi (FRA)     | AB-2                        |
| 202                                    | Rudy Barbier (FRA)*         | 98e                         |
| 203                                    | Dieter Bouvry (BEL)*        | 62e                         |
| 204                                    | Thomas Damuseau (FRA)       | AB-2                        |
| 205                                    | Timothy Dupont (BEL)        | AB-2                        |
| 206                                    | Jérémy Leveau (FRA)*        | AB-2                        |
| 207                                    | Baptiste Planckaert (BEL)   | 34e                         |
| 208                                    | Maxime Vantomme (BEL)       | 58e                         |
| Directeur sportif : Frédéric Delcambre |                             |                             |

| Vastgoedservice-Golden Palace VGS | Vastgoedservice-Golden Palace VGS | Vastgoedservice-Golden Palace VGS |
| --------------------------------- | --------------------------------- | --------------------------------- |
| Num                               | Coureur                           | Pos                               |
| 211                               | Sander Cordeel (BEL)              | 20e                               |
| 212                               | Gerry Druyts (BEL)*               | AB-1                              |
| 213                               | Dennis Coenen (BEL)*              | 123e                              |
| 214                               | Sam Lennertz (BEL)*               | 127e                              |
| 215                               | Kevin Peeters (BEL)               | AB-2                              |
| 216                               | Rob Ruijgh (NED)                  | 88e                               |
| 217                               | Timothy Stevens (BEL)             | 117e                              |
| 218                               | Alphonse Vermote (BEL)*           | 96e                               |
| Directeur sportif : Roger Loysch  |                                   |                                   |

| Veranclassic-Ekoï VER           | Veranclassic-Ekoï VER            | Veranclassic-Ekoï VER |
| ------------------------------- | -------------------------------- | --------------------- |
| Num                             | Coureur                          | Pos                   |
| 221                             | Edwig Cammaerts (BEL)            | 59e                   |
| 222                             | Niels De Rooze (BEL)*            | 116e                  |
| 223                             | Gorik Gardeyn (BEL)              | 112e                  |
| 224                             | Justin Jules (FRA)               | AB-2                  |
| 225                             | Melvin Rullière (FRA)            | 92e                   |
| 226                             | Robin Stenuit (BEL)*             | AB-2                  |
| 227                             | Francesco Van Coppernolle (BEL)* | 107e                  |
| 228                             | Thomas Vaubourzeix (FRA)         | AB-2                  |
| Directeur sportif : Nico Mattan |                                  |                       |

| Verandas Willems WIL             | Verandas Willems WIL        | Verandas Willems WIL |
| -------------------------------- | --------------------------- | -------------------- |
| Num                              | Coureur                     | Pos                  |
| 231                              | Gaëtan Bille (BEL)          | 21e                  |
| 232                              | Joeri Calleeuw (BEL)        | 97e                  |
| 233                              | Dimitri Claeys (BEL)        | 70e                  |
| 234                              | Daan Myngheer (BEL)*        | 86e                  |
| 235                              | Olivier Pardini (BEL)       | 45e                  |
| 236                              | Kai Reus (NED)              | 93e                  |
| 237                              | Elias Van Breussegem (BEL)* | AB-2                 |
| 238                              | Stef Van Zummeren (BEL)*    | 73e                  |
| Directeur sportif : Danny Schets |                             |                      |